# Wegberg
Wegberg település Németországban, azon belül Észak-Rajna-Vesztfália tartományban. Lakosainak száma 27 305 fő (2023. december 31.). Wegberg Niederkrüchten, Wassenberg és Erkelenz községekkel határos.

## Népesség
A település népességének változása:
| Lakosok száma | 24 195 | 27 668 | 27 921 | 28 175 | 28 213 | 28 074 | 27 305 |
|               | 1975   | 2014   | 2017   | 2019   | 2021   | 2022   | 2023   |